# Шмельковка
Шмелько́вка (рос. Шмельковка, башк. Шмельковка) — присілок (у минулому селище) у складі Янаульського району Башкортостану, Росія. Входить до складу Істяцької сільської ради.
Населення — 11 осіб (2010; 15 у 2002).
Національний склад:
- башкири — 53 %
- удмурти — 40 %

Стара назва — Шмельково.